# 性醫學
性醫學（Sexual medicine）是有關性健康的醫學專科。性醫學大上是有關人體性功能的所有相關診斷、評估及治療，不過其範圍也會強烈的受到各地的觀點文化的影響。
性醫學相關的議題可以分為兩方面：
- 性器官的疾病
- 因精神（英语：Psyche (psychology)）影響性功能的疾病

性醫學有四個面向： 
- 推廣的的面向（增加個人相關意識，幫助個人有健康及充實的性生活）
- 預防的面向（諮詢）
- 治療的面向（個別性疾病的臨床治療）
- 康复的面向（帮助患者恢复性健康）

## 性器官的疾病
性器官的疾病可能是先天性障碍，也可能是後天的，是指和病理学有關，會影響性健康满足的問題。一些器官上的变异，例如缺少性器官、雌雄間性或其他遗传学畸形，或是身體損傷（例如截肢或是或裂伤）也算在內。性器官疾病中比例最高的是性傳染病。而其中人類免疫缺陷病毒及AIDS疾病對世界人口有很大的威脅，特別是撒哈拉以南非洲地区的人口。

## 因精神影響性功能的疾病
許多的疾病可以放在此範圍內。個人可能會因此議題而受到沉重打击，导致抑郁，谋杀和自杀。特定文化可能會對性有特定的態度，而這些特定態度也可能會對整體帶來很大的影響。例如女陰殘割、制度化的強姦或是名譽殺人雖在一些文化中視為是「正統」的，但在其他情境下，仍然是不正常的情形。
以下是一些因精神影響性功能疾病的例子（不限於以下這些）：
- 勃起功能障碍
- 早發性射精
- 喪失性冲动
- 性交疼痛
- 無法完成性交

## 病史
有關生殖醫學或是性醫學的病史或是治療史，病患可能會因為不願意論談論私密問題或是此議題令不安而不願提供。甚至即使人們已經有想過相關的問題，也需要醫沒問到有關性或是生殖健康的問題，病患才會開始談論類似的議題。若醫師和病患有些熟悉，一般會讓病患比較願意談論這些較私密，有關於性的問題，不過對一些人而言，醫師和他們太過熟悉反而會讓他們無法討論此一議題。在因為性或是生育議題而就醫時，多半也需要伴侶一起參與，一般而言也是好的，不過有一份研究指出，這可能會讓病患不願意說出一些事情，也可能會讓壓力變大。

## 外部連結
- The International Society for Sexual Medicine (ISSM) （页面存档备份，存于）
- The Pan Arab Society for Sexual Medicine (PASSM) (in Arabic)
- The European Society for Sexual Medicine (ESSM) （页面存档备份，存于）
- The Sexual Medicine Society of North America (SMSNA) （页面存档备份，存于）
- Latin American Society for Sexual Medicine (SLAMS) （页面存档备份，存于）
- Asia Pacific Society for Sexual Medicine (APSSM)